# Nederlandse Christen-Studenten Vereniging
De Nederlandse Christen-Studenten Vereniging (NCSV) is een studentenvereniging die bestond van 1896 tot 1985. Een van de bekendste activiteiten van de vereniging was het organiseren van zomerkampen voor christelijke studenten.

## Doel en werkwijze
De NCSV werd opgericht in 1896. Het doel van de NCSV was gelovige studenten bijeen te brengen, het geestelijk leven te versterken en anderen tot Christus te brengen. Dit werd bereikt door zomerconferenties, studentenwerk in plaatselijke afdelingen en zomerkampen. 
Al vroeg in de 20e eeuw ontstond de behoefte aan een eigen gebouw om als basis te dienen voor hun werk onder studenten en scholieren. In 1916/1917 vond de NCSV onderdak in villa “Bloemenheuvel” bij Zeist en van 1917 tot 1932 in kasteel “Hardenbroek” bij Driebergen. Eind jaren twintig namen drie oud-leden van de NCSV het initiatief voor een eigen gebouw, resulterend in de oprichting van Stichting Woudschoten. In 1957 werd een gedenkplaat onthuld in de hal van Woudschoten, met het motto: “Ut omnes unum sint” (dat zij allen één zijn) en een eerbetoon aan de oprichters Rutgers, Nachenius en Dudok de Wit. In 1932 nam de NCSV het elegante hoofdgebouw van landgoed Woudschoten in gebruik als conferentiecentrum. 

## Ontwikkelingen binnen de vereniging
De opkomst van radikale studentenbeweging in Nederland en andere westerse landen had ook invloed op de NCSV. Vanaf 1967 werd aandacht voor de politiek belangrijk binnen de vereniging. De NCSV deed mee aan protestacties en er was in de kampen aandacht voor politiek. Er werd gediscussieerd over de derde wereld, communisme, bezitsverhoudingen, kerk en onderwijs en gemengd slapen. 
De NCSV had al vanaf 1954 contacten met studenten in de DDR en daardoor al langere tijd belangstelling voor de verhoudingen tussen West- en Oost-Europa. Hieruit is het "Oost-Europa projekt" ontstaan dat aandacht besteedde aan de rol die christenen in het socialisme konden vervullen.
De linksere koers van de leiding van de NCSV maakte de vereniging niet populairder. In de jaren 60 van de twintigste eeuw had de organisatie nog circa 2500 leden en 2500 deelnemers aan kampen. In 1971 was het ledental gedaald naar 1400. Veel leden werden elders actief in de studentenbeweging of haakten af. Aan het einde van de jaren zeventig had de NCSV studenten weinig meer te bieden en was men actief geworden in b.v. de kraakbeweging, vredesbeweging of vrouwenbeweging. 
In 1983 werd nog een nieuwe doelstelling geformuleerd: "De NCSV, zich bewust van haar historische traditie als christen-studentenvereniging, wil deze traditie voortzetten en kiest uitdrukkelijk voor de kant van de onderdrukten. Zij richt zich hierbij voornamelijk, maar niet uitsluitend, op studenten en scholieren en tracht hen een socialistisch en feministisch perspectief te bieden op een andere maatschappij. De NCSV wil de alternatieven die in dit perspectief liggen, ondersteunen en ontwikkelen, en zich verzetten tegen de krachten die het ontwikkelen van een dergelijk perspectief tegengaan." 
In 1985 waren er nog 300 deelnemers op de kampen. Omdat er onvoldoende mankracht was en de gemeenschappelijke noemer was verdwenen, werd de NCSV op de Algemene ledenvergadering van 7 september 1985 opgeheven. Op deze vergadering waren 55 leden aanwezig. Een aantal activiteiten van de NCSV zijn als nieuwe verenigingen voortgezet: de bijspijkerkampen (Vereniging Anderwijs) en de zeilpuntervereniging (Vereniging de Zeilpunter).